# تمیز دادن
تمیزدادن (غربال‌گری- به انگلیسی Screening) در اقتصاد روشی برای حل مشکل کژگزینی است که در شرایط اطلاعات نامتقارن به وجود می‌آید. افراد دارای اطلاعات کمتر به دنبال ایجاد مکانیزمی هستند که به وسیله آن افراد با اطلاعات بیشتر را از هم تمیز دهند (غربال کنند). تمیزدادن شاخه‌ای از نظریه قراردادهاست که از نظریه بازی‌ها برای تحلیل بهره می‌برد. تمیزدادن اولین بار توسط مایکل اسپنس در سال ۱۹۷۳ میلادی مطرح شد.

به عنوان مثالی از تمیزدادن، یک شرکت بیمه رانندگی ممکن می‌تواند دو طرح را برای انتخاب پیشنهاد دهد: بدون معافیت با حق بیمه بالا، و با معافیت قابل توجه همراه با حق بیمه پایین. به این ترتیب افراد با توان رانندگی بالا طرح دوم و افراد با توانایی پایین طرح اول را انتخاب می‌کنند. به این ترتیب افراد دارای توانایی‌های مختلف از هم تمیز داده می‌شوند.

## تمیزدادن
زمانی که اطلاعات پنهان در خریداران وجود داشته باشد، انگیزه غربال‌کردن آن‌ها با سهمیه‌بندی یا قیمت‌گذاری غیرخطی به وجود می‌آید. در تعادل تمیزدادن، مشتری با کمترین ارجحیت اثر خارجی منفی بر انواع با ارجحیت بیشتر اعمال می‌کند. تعادل غربالی معمولاً شرایط را بهتر می‌کند اما همواره این تعادل وجود ندارد.

تمیزدادن تنها در صورتی ممکن است که شخصی که قرارداد پیشنهادی را ارائه می‌دهد بتواند:

- حداقل یک متغیر اضافه را، علاوه بر قیمت، تعیین کند که بر مقدار حاشیه‌ای تمایل پرداخت افراد اثرگذار باشد.

- خریداران را محدود به انتخاب بین حالت‌های مختلف از متغیرها کند.

متغیرهای اضافه می‌توانند به عنوان مثال مقدار در تبعیض قیمت انحصاری، شمول بیمه، وثیقه در قرض دادن یا تولید در قراردادهای کار باشد.

اگر این شرایط ارضا شوند و توابع تمایل به پرداخت یک بار همدیگر را قطع کنند، می‌توان فهرستی از قراردادها را طراحی کرد که هر نوع از افراد قراردادی را ترجیح دهد که برای او طراحی شده است.

### تمیزدادن رقابتی
در تمیزدادن رقابتی، بیش از یک غربال‌گر وجود دارد که با هم رقابت می‌کنند. در این حالت شرایط زیر وجود دارند:

- تعادل ممکن است وجود نداشته باشد (در صورتی که سهم مشتری‌های با ریسک بالا کم باشد).

- اگر تعادل وجود داشته باشد، جداساز است، به این معنی که افراد با نوع‌های مختلف پیشنهادهای مختلفی را برمی‌گزینند.

- تمام رانت نصیب غربال‌گر می‌شود.

- نوع بار ارجحیت بیشتر بدون تمیزدادن وضع بهتری خواهد داشت.

### تمیزدادن انحصاری
در تمیزدادن انحصاری، تنها یک غربال‌گر وجود دارد؛ بنابراین مسئله تبدیل به یک بیشینه‌سازی ساده تبدیل شده و دیگر دغدغه وجود نداشتن تعادل مطرح نیست. در این شرایط قرارداد بهینه نمی‌تواند تمام رفاه از همه نوع‌ها را جمع‌آوری کند.

### تمیزدادن در بازار بیمه
در بازار بیمه یک یا چند بیمه کننده به همراه تعداد بسیار زیادی مشتری وجود دارند. مشتری‌ها نوع‌های مختلفی دارند که فقط خودشان از آن مطلعند و شرکت بیمه از آن بی‌اطلاع است. می‌توان برای سادگی آن‌ها را به دو نوع با ریسک بالا و با ریسک پایین تقسیم کرد. شرکت بیمه دو چیز را می‌تواند تعیین کند: حق بیمه و پوشش بیمه. شرکت بیمه فهرستی از بسته‌ها با حالت‌های مختلف حق بیمه و پوشش بیمه را ارائه می‌دهد، و مشتری‌ها آزادند از بین آن‌ها انتخاب کنند. تمیزدادن در بیمه به این صورت رخ می‌دهد که شرکت‌های بیمه دو نوع بیمه را با حق یسمه و سطح پوشش متفاوت ارائه می‌دهند، تا افراد با ریسک‌های متفاوت خودشان آزادانه آن چیزی که شرکت بیمه می‌خواهد را انتخاب کنند. افراد با ریسک بالا، احتمال تصادف بیشتری دارند، بنابراین ترجیح می‌دهند حق بیمه بالاتری بپردازند و پوشش بیمه بیشتری داشته باشند، اما افراد با ریسک پایین حق بیمه کمتر و پوشش کمتر را انتخاب می‌کنند. مدل آن در Rothschild, Stiglitz (1974) به تفصیل آمده است.

## تمیزدادن در بازار کار
در بازار کار بنگاه‌ها برای استخدام نیروی کار با توانایی‌های متفاوت رقابت می‌کنند. برای سادگی دو نوع نیروی کار با توان بالا و توان پایین در نظر می‌گیریم. توانایی اطلاعات پنهان است. کارگران توانایی خودشان را می‌دانند اما بنگاه‌ها از آن بی‌اطلاعند. هر دو نوع کارگر به صورت تصادفی یک مقدار تولید یا درآمد ایجاد می‌کنند. توانایی کارگرها تنها به بر توزیع احتمال مقدار تولید بستگی دارد. افراد با توانایی بالاتر با احتمال بیشتری خروجی تولیدی بالاتر دارند. بنگاه‌ها پیشنهادهایشان را ترکیبی از مقدار خروجی و دستمزد در نظر می‌گیرند. افراد با توان بالا خودشان پیشنهاد با دستمزد بالاتر و تولید بیشتر را انتخاب می‌کنند. مدل آن تنها تعمیمی از مدل بیمه به بازار کار است و تفاوت چندانی ندارد.

## محدودیت‌های تمیزدادن
باید توجه داشت که انجام تمیزدادن در برخی شرایط امکان‌پذیر نیست. اول از همه، تمیزدادن نیاز به رتبه‌بندی بدون ابهام توابع تمایل حاشیه‌ای به پرداخت دارد. دومین و مهمترین ویژگی این است که تمیزدادن برخی اوقات ممکن نیست زیرا نمی‌توان مشتری‌ها را به فهرستی از پیشنهادها محدود کرد، چون آن‌ها می‌توانند با مبادله با یکدیگر این شرایط را تضعیف کنند.

## مطالعات بیشتر
Cohn E. , B.F. Kiker and M. M. Oliveira. (1987). “Further evidence on the screening hypothesis”. Economics Letters25 (3): 289–294. Elsevier 0165176587902308
Garen, J. E. (1985). “Worker Heterogeneity, Job Screening, and Firm Size”. Journal of Political Economy93 (4): 715-739. JSTOR 1832134

Grubb W. N. (1992). “Further tests of screening on education and observed ability”. Economics of Education Review12 (2): 125–136. Elsevier 027277579390024B

Kubler D. , W. Muller and H. T. Normann. (2008) “Job-market signaling and screening: An experimental comparison”. Games and Economic Behavior64 (1): 219-236.ElsevierS0899825608000067

Psacharopoulos, G. (1979). “On the weak versus the strong version of the screening hypothesis”. Economics letters. Elsevier 0165176579902325

Saloner, G. (1985). “Old Boy Networks as Screening Mechanisms”. Journal of Labor Economics3 (3): 255-267. JSTOR 253484

SobermanD. A. (2003). “Simultaneous Signaling and Screening with Warranties”. Journal of Marketing Research40 (2): 176-192.AMA

Spence, A. M. (1973). "Job Market Signaling". Quarterly Journal of Economics 87 (3): 355-374. JSTOR 1882010

Stiglitz, J. E. (1975). “The Theory of Screening, Education, and the Distribution of Income”. The American Economic Review65(3): 283-300. JSTOR 1804834

Wolpin, K. (1975). “Education and Screening”. NBER Working Paper No. 102.NBER w102